# Павлов, Дмитрий Петрович
 Дмитрий Петрович Павлов  (1851—1902) — русский химик, профессор Ново-Александровского института. Брат физиолога Ивана Петровича и зоолога Петра Петровича Павловых.

## Биография
Родился в 1851 году в Рязани в семье священника Петра Дмитриевича Павлова (1823—1899). Воспитывался в Рязанском духовном училище и семинарии. В 1876 году окончил физико-математический факультет Императорского Санкт-Петербургского университета по отделу естественных наук. После чего он был оставлен при университете для усовершенствования знании по химии.
В 1877 году он был определён на должность лаборанта при химической лаборатории в этом же университете. В октябре 1886 года назначен доцентом по кафедре неорганической химии в Ново-Александрийский институт. С 1893 года был адъюнкт-профессором в том же институте.
Работы его были напечатаны в «Журнале Русского физико-химического общества»: «О диметилизобутилкарбиноле и новом гептилене, из него получаемом» (1874); «Об этилизопропилкетоне» (1876); «О действии хлорангидридов кислот на цинкорганические соединения»; «О тетраметилэтилене и его производных» (1878); «О химическом строении пинакона»; «К реакции хлорангидридов кислот с цинкорганическими соединениями» (1891, вместе с А. Григоровичем).
Умер в 1902 году.